# Monumento de U Wisara
El Monumento de U Wisara es una estatua dedicada al monje budista U Wisara, que se localiza en la ciudad de Rangún, la antigua capital del país asiático de Birmania. Se encuentra justo al oeste de la esquina suroeste del lago Kandawgyi en la vía U Wisara a algunos metros al suroeste de la conocida pagoda de Shwedagon. La estatua fue erigida el 1 de agosto de 1943.
El monje murió en prisión tras una huelga de hambre de 166 días contra el dominio británico en Birmania. Él había sido encarcelado en varias ocasiones y torturado por el gobierno colonial por "incitar a la sedición", y fue obligado a llevar vestidos de civil y abandonar sus prácticas religiosas.